# Енбек (Ерейментауский район)
Енбе́к (каз. Еңбек) — село в Ерейментауском районе Акмолинской области Казахстана. Входит в состав Еркиншиликского сельского округа. Код КАТО — 114655300.

## География
Село расположено на берегу реки Куаныщ, в западной части района, на расстоянии примерно 33 километров (по прямой) к юго-западу от административного центра района — города Ерейментау, в 7 километрах к востоку от административного центра сельского округа — аула Еркиншилик.
Абсолютная высота — 359 метров над уровнем моря.
Ближайшие населённые пункты: аул Еркиншилик — на западе, аул Олжабай батыра — на юге.
Севернее села проходит автодорога областного значения — КС-2 «Ерейментау — Еркиншилик — Аршалы».

## Население
В 1989 году население села составляло 386 человек (из них казахи — 100 %).
В 1999 году население села составляло 251 человек (135 мужчин и 116 женщин). По данным переписи 2009 года, в селе проживало 250 человек (137 мужчин и 113 женщин).
| Численность населения | Численность населения | Численность населения |
| 1989                  | 1999                  | 2009                  |
| --------------------- | --------------------- | --------------------- |
| 386                   | ↘251                  | ↘250                  |

## Улицы[6]
- ул. им. Имангали Балуана
- ул. им. Шайхы Карибаева